# Rumore nero
Rumore nero è un singolo dei Bastard Sons of Dioniso. Scritto dai tre componenti del gruppo e da Piero Fiabane e musicato dal trio, il brano entra in rotazione in radio il 21 ottobre 2011 e fa da apripista al quarto album del gruppo, Per non fermarsi mai, che esce il 15 novembre dello stesso anno.

## Il video
Il video musicale del brano, diretto da Gianluca Catania, è stato girato a Selva di Levico e vede i Bastard Sons of Dioniso impegnati in una competizione che riprende la tradizionale gara delle slitte che si svolge a gennaio, durante la Sagra de San Bastian, nella località trentina. Alle immagini della gara (la cui telecronaca è affidata al giornalista bolzanino Stefano Bizzotto, voce fuori campo) si alterna un primo piano su sfondo nero dei visi dei membri del gruppo, in uno stile che ricorda il video di Bohemian Rhapsody dei Queen. 
Nel video viene omaggiato anche il campione di slittino Armin Zöggeler, che compare ritratto nel santino a cui uno dei Bastard si rivolge per avere aiuto e protezione durante la corsa.

## Formazione
- Jacopo Broseghini - voce e  basso
- Federico Sassudelli - voce e batteria
- Michele Vicentini - voce e chitarra elettrica